# Jack Hargreaves
Jack Hargreaves (Wellington, 24 de julho de 1993) é um remador australiano, campeão olímpico.

## Carreira
Hargreaves conquistou a medalha de ouro nos Jogos Olímpicos de Verão de 2020 em Tóquio com a equipe da Austrália no quatro sem masculino, ao lado de Alexander Purnell, Spencer Turrin e Alexander Hill, com o tempo de 5:42.76.